# Celleporina bilabiata
Celleporina bilabiata är en mossdjursart som först beskrevs av Busk 1852.  Celleporina bilabiata ingår i släktet Celleporina och familjen Celleporidae. Inga underarter finns listade i Catalogue of Life.